# پتروف

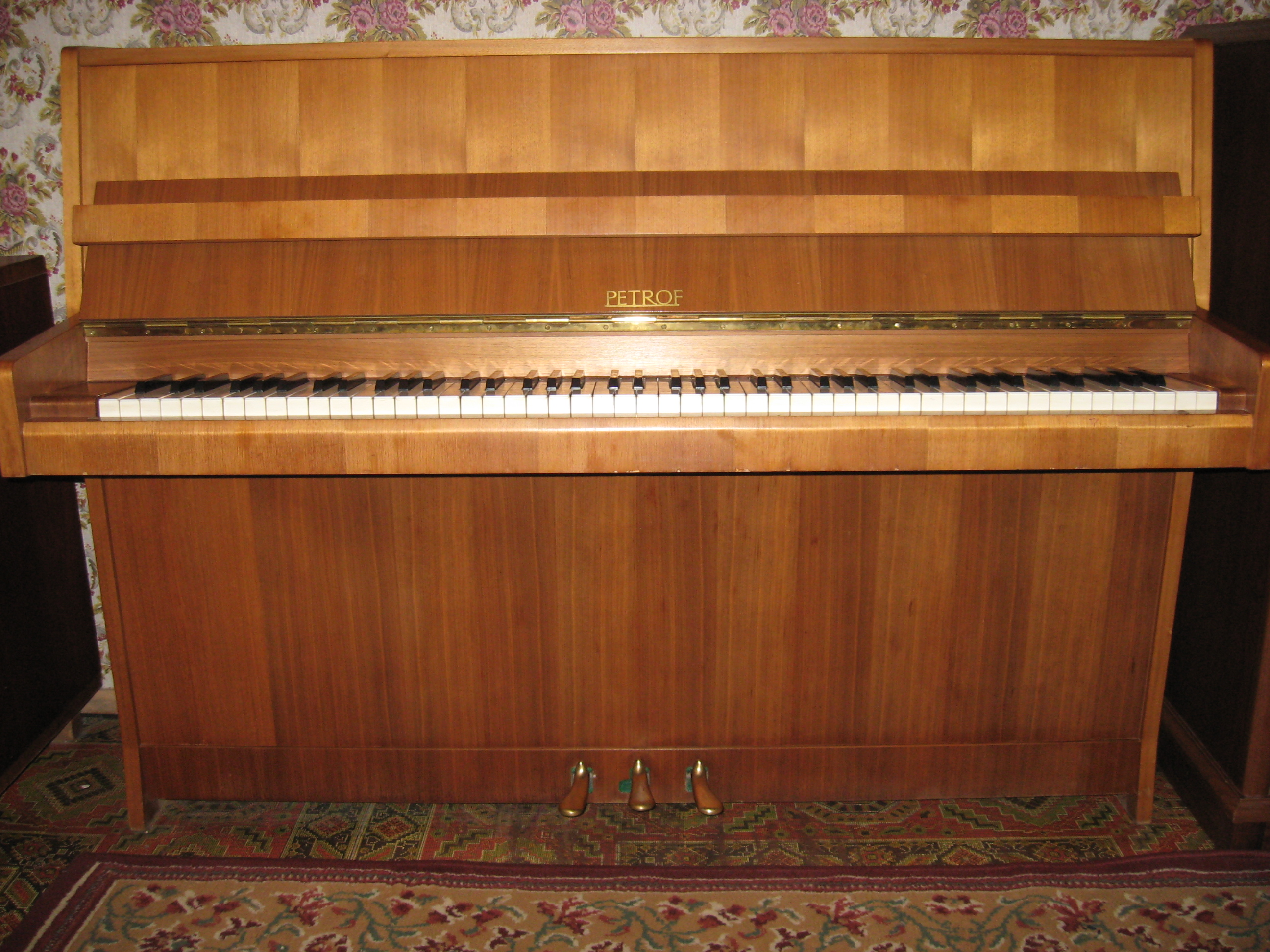
یک پیانوی دیواری ساخت پتروف. پتروف از سال ۱۸۸۳ تولید پیانوهای دیواری را آغاز کرد.

پتروف (به چکی: Petrof) سازندهٔ معتبر چِکی پیانوهای دست‌ساز است. شرکت پتروف در سال ۱۸۶۴ میلادی، توسط آنتوان پتروف در هرادِتس کرالووِه، جمهوری چک تأسیس شد.
پتروف از سال ۱۸۸۳ تولید پیانوهای دیواری را آغاز کرد.